# Хокенхајм
Хокенхајм (њем. Hockenheim) град је у њемачкој савезној држави Баден-Виртемберг. Једно је од 54 општинска средишта округа Рајн-Некар. Према процјени из 2010. у граду је живјело 21.021 становника. Посједује регионалну шифру (AGS) 8226032.

## Географски и демографски подаци
Хокенхајм се налази у савезној држави Баден-Виртемберг у округу Рајн-Некар. Град се налази на надморској висини од 102 метра. Површина општине износи 34,8 km². У самом граду је, према процјени из 2010. године, живјело 21.021 становника. Просјечна густина становништва износи 603 становника/km².

## Међународна сарадња
| Мјесто  | Држава       | Врста сарадње | Од    |
| ------- | ------------ | ------------- | ----- |
| Самба   | Буркина Фасо | пријатељство  | 1985. |
|         | САД          | партнерство   | 2002. |
| Комерси | Француска    | партнерство   | 1970. |
| Извор   |              |               |       |